# فرنسيس باس
فرنسيس باس (بالإنجليزية: Frances Edith Cresswell)‏ هي مصممة مطبوعات وسيدة أعمال ومصممة وكاتِبة وفنانة نيوزيلندية، ولدت في 1910، وتوفيت في 1986.